# أليساندرو أنتونيلي
أليساندرو أنتونيللي (بالإيطالية: Alessandro Antonelli) ـ (14 يوليو 1798 ـ 18 أكتوبر 1888) هو معماري إيطالي عاش في القرن التاسع عشر. أشهر أعماله مول أنطونيليانا ـ المنسوب إلى اسمه ـ في مدينة تورينو، إلى جانب كاتدرائية نوفارا وبازيليكا القديس غودينزيو، وكلاهما في مدينة نوفارا.